# Velikonočni otok
Velikonočni otok (Rapa Nui, špansko Isla de Pascua) je polinezijski otok v jugovzhodnem Tihem oceanu in pripada Čilu, od katerega je oddaljen 3600 km. Je eden najbolj izoliranih otokov na svetu, saj je naslednji naseljeni otok, Pitcairn, oddaljen 2075 km. Polinezijci ga imenujejo tudi te ito o te henua, ali 'popek - središče sveta'.
Velikonočni otok je najbolj znan po skoraj 1000 ohranjenih monumentalnih kipih, ki se imenujejo moai, ki so jih ustvarili prvi prebivalci Rapa Nui. Leta 1995 ga je UNESCO uvrstil na seznam svetovne kulturne dediščine, pri čemer je večina otoka zaščitena kot narodni park Rapa Nui.

## Ime
Ime Velikonočni otok je dobil, ker ga je prvi zabeležil evropski obiskovalec, nizozemski raziskovalec Jacob Roggeveen, na Velikonočno nedeljo (5. aprila) leta 1722, ko je iskal Davisov ali Davidov otok. Roggeveen ga je poimenoval Paasch-Eyland (v nizozemščini 18. stoletja za 'Velikonočni otok'). Špansko ime otoka, Isla de Pascua tudi pomeni 'Velikonočni otok'.
Sedanje polinezijsko ime otoka, Rapa Nui (Veliki Rapa), je bilo skovano po suženjskih napadih v zgodnjih 1860-ih in se nanaša na topografsko podobo otoka Rapa v otočju Bass v Franoski Polineziji.  Vendar pa je norveški etnograf Thor Heyerdahl trdil, da je Rapa prvotno ime za Velikonočni otok in da so se sem priselili z otoka Rapa. Heyerdahl 1961
Poimenovanje Te pito o te henua je tudi bilo ime otoka, imenoval ga je francoski etnolog Alphonse Pinart v svojem Voyage à l'Île de Pâques, objavljen leta 1877, in v prevodu pomeni 'Popek sveta'.  William Churchill (1912) je raziskal frazo in povedal, da obstajajo trije pito o te henua, to so trije rti otoka.
Po Barthelju (1974) in ustnem izročilu, je bil otok prvič imenovan Te pito o te kainga Hau Maka, 'Mali kos kopna Hau Maka'.  Vendar sta v Rapa Nui dva izraza pito, en pomen' 'konec' in en 'popek', zato lahko besedna zveza pomeni tudi 'Popek sveta'. Drugo ime Mata ki te rangi pomeni 'oči gledajo v nebo'.
Otočane v španščini imenujejo pascuense; običajno se člani avtohtone skupnosti imenujejo Rapa Nui.

## Zgodovina
Ustno izročilo navaja, da je bil otok prvič naseljen z ekipo dveh kanujev, ki so bili iz Marae Renga (ali Marae Toe Hau), pod vodstvom vodje Hotu Matu'e in kapitana Tu'u ko Ihoja. Otok je bil prvi tabor, po tem ko je Haumaka sanjal tako daleč od doma; Hotu je ocenil, da je dober kraj, da bi pobegnil od sosednjega vodje, s katerim je že izgubil tri bitke. V času njihovega prihoda je imel otok enega samega prebivalca, Nga Tavake 'a Te Rona. Po kratkem bivanju v Anakeni so se kolonisti naselili v različnih delih otoka. Hotujev dedič, Tu'u ma Heke, se je rodil na otoku. Tu'u ko Ihoja imajo za vodjo, ki je pripeljal kipe in jih postavil. 
Velikonočni otok velja za jugovzhodno Polinezijo. Podobna območja na svetu s kipi (marae in ahu) v vzhodni Polineziji dokazujejo homologijo z večino vzhodne Polinezije. V stiku so bile populacije okoli leta 3000-4000.
Do 15. stoletja sta obstajali dve družbeni skupini, hanau in mata ('Dolgo-uhi' in 'Kratko-uhi'.), ki sta temeljili na rodu. Zahodni in severni del otoka je pripadal Tu'u, ki je vključeval kraljevski Miru s kraljevim središčem v Anakeni, Tahai in Te Peu pa sta služila kot zgodnejši prestolnici. Vzhodni del otoka je pripadal 'Otu 'Itu. Kmalu po nizozemskem obisku, od leta 1724 do 1750 je 'Otu 'Itu napadel Tu'uja zaradi nadzora nad otokom. Ta boj se je nadaljeval vse do 1860-ih. Lakoti in celo kanibalizem je sledil požig koč in uničevanje polj. Prebivalci so tudi posekali vsa drevesa. Socialni nadzor je izginil, saj je urejeni način življenja premagalo brezpravje in plenilske bande. Brezdomstvo je prevladovalo, mnogi so živeli pod zemljo. Po španskem obisku, od leta 1770 naprej, se je začelo opuščanje kipov, huri mo'ai. To je bil poskus nasprotnih skupin, da bi uničili družbeno-duhovno moč ali mano, ki so jo predstavljali kipi in so poskrbeli, da so padli ter zagotovili, da so mrtvi in brez moči. Noben ni stal, ko so prišli francoski misijonarji v 1860-ih. 
Med letoma 1862 in 1888 je približno 94 % prebivalstva izginilo ali se izselilo. Otok je bil od 1862 do 1863 žrtev ugrabitev ali usmrtitev okoli 1500 ljudi, pri čemer jih je bilo 1408 zaposlenih kot služabniki v Peruju. Le okoli ducat se jih je vrnilo na Velikonočni otok, vendar so prinesli črne koze iz zdesetkali preostalih 1500 prebivalcev. Tisti, ki so umrli, so bili nosilci otoške tumu ivi 'atua, otoške kulture, zgodovine in rodoslovja poleg strokovnjakov rongoronga.

### Prihod Evropejcev
Prvi zapisan evropski stik z otokom je bil 5. april 1722 na Velikonočno nedeljo, nizozemskega navigatorja Jacoba Roggeveena. Njegov obisk je povzročil smrt približno ducat otočanov, vključno s tumu ivi 'atua in ranjenost mnogih drugih.
Naslednji tuji obiskovalki (15. novembra 1770) sta bili dve španski ladji, San Lorenzo in Santa Rosalia, pod poveljstvom kapetana Don Felipe Gonzalez de Aheda. Španci so bili presenečeni nad »stoječimi idoli«, vsemi ki so bili takrat postavljeni.
Štiri leta kasneje, leta 1774, je Velikonočni otok obiskal britanski raziskovalec James Cook. Poročal je, da so bili nekateri kipi podrti. S pomočjo tolmača Hitihita se je Cook podučil, da so kipi spomin na nekdanje visoke vodje, vključno z njihovimi imeni in položajem.
10. aprila 1776 se je francoski admiral Laperouse pri prečkanju Tihega oceana, na poti od Concepciona v Čilu do Mauja na Sandwichevih otokih (zdaj na Havaji), zasidral v Hanga Roa (Cookov zaliv), izdelal podroben zemljevid zaliva vključno s svojimi sidrišči, pa tudi bolj splošen zemljevid otoka in nekaj ilustracij (objavljeno v Parizu leta 1797 kot Voyage de La Perouse autour du monde, 1-4). Ko je mesec dni kasneje odplul, se je ozrl na zaliv La Perouse na enak način, kot je priplul.
Britanska ladja HMS Blossom je priplula leta 1825.

## Geografija
Velikonočni otok je eden najbolj izoliranih naseljenih otokov na svetu. Njeni najbližji naseljeni sosedi so čilski otoki Juan Fernandez 1850 km vzhodno, s približno 850 prebivalci. Najbližja kontinentalna točka leži v osrednjem Čilu blizu kraja Concepción oddaljena 3512 km. Isla Salas y Gómez je 415 km vzhodno in je nenaseljen. Arhipelag Tristan da Cunha v južnem Atlantiku je najbolj oddaljen otok z 2430 kilometri.
Otok meri na svoji najširši točki približno 24,6 km krat 12,3 km. Ima obliko trikotna in površino 163,6 kvadratnih kilometrov in najvišjo točko Terevaka s 507 metri. Na otoku so tri Rano (sladkovodna kraterska jezera): Rano Kau, Rano Raraku in Rano Aroi, vendar brez stalnih tokov ali rek.
Otok je hribovit - glavne vzpetine so trije ugasli vulkani sestavljeni iz lehnjaka. Najvišji vulkan je Maunga Terevaka, visok 507 m. Na otoku je tudi več kraterjev, od katerih je največji Rano Kau in leži 410 m nad morsko gladino.

### Podnebje
V podnebni klasifikaciji Köppen se podnebje Velikonočnega otoka klasificira kot tropsko podnebje deževnega gozda (Af), ki meji na vlažno subtropsko podnebje. Najnižje temperature so v juliju in avgustu (najmanj 15 ° C), najvišje pa v februarju 28 ° C) ), poletna sezona na južni polobli. Zime so relativno blage. Najbolj moker mesec je maj, čeprav otok doživlja padavine vse leto, v povprečju 1118 milimetrov.  Izolirana lokacija Velikonočnega otoka razkriva vetrove, ki pomagajo, da se temperatura ohladi. Občasno močne padavine se dogajajo predvsem v zimskih mesecih (junij-avgust). Ker leži blizu Južnega Pacifika in izven območja medtropske konvergenčne cone, se okoli Velikonočnega otoka ne pojavljajo cikloni in orkani .

### Geologija
Velikonočni otok je vulkanski otok, sestavljen večinoma iz treh ugaslih vulkanov: Terevaka (nadmorska višina 507 metrov) tvori večino otoka, druga dva sta Poike in Rano Kau in tvorita vzhodni in južni pokrajini ter dajejo otoku približno trikotno obliko. Manjši stožci in druge vulkanske značilnosti so krater Rano Raraku, stožčasti konus Puna Pau in številne vulkanske jame z lavnimi cevmi. Poike je bil ločen otok, dokler ga je vulkanski material iz Terevake ni združil v večjo celoto. Na otoku prevladujejo havajski in bazaltni tokovi, ki so bogati z železom in kažejo afiniteto z magmatskimi kamninami, ki jih najdemo na Galápaških otokih. 
Velikonočni otok in okoliški otočki, kot sta Motu Nui in Motu Iti, tvorijo vrh velike vulkanske gore, ki raste več kot 2000 metrov od morskega dna. Gora je del podmorskega grebena Sala y Gómez, gorskega grebena z več ducatov podmorskih gora, ki oblikujejo Velikonočno vročo točko. Greben se začne s Pukao in naslednjim Moai, dvema podvodnima gorama zahodno od Velikonočnega otoka in se razteza 2700 km (vzhodno) proti grebenu Nazca. Greben je oblikovala Nazca plošča, ki se je premaknila čez Velikonočno vročo točko. 
Okoli 350 km vzhodno od vzhodnopacifiškega dviga, leži Velikonočni otok znotraj Nazca plošče, ki meji na Velikonočno mikroploščo. Premik plošče Nazca-Pacifik zaradi širjenja morskega dna znaša približno 150 mm na leto. To gibanje preko Velikonočne vroče točke je omogočilo nastanek Velikonočne podmorske verige, ki se združi v Nazca greben dlje proti vzhodu. Velikonočni otok in Sala y Gómez sta površinska predstavitev te verige. Veriga ima progresivno mlajšo starost na zahodu. Trenutna lokacija vročih točk je zahodno od Velikonočnega otoka, sredi Ahu, Umu in Tupa, podvodnih vulkanskih polj ter Pukao in Moai podmorskih gora.
Velikonočni otok leži na grebenu Rano Kau in je sestavljen iz treh vulkanskih ščitov z vzporednimi geološkimi zgodovinami. Poike in Rano Kau obstajata na vzhodnem in južnem pobočju Terevaka. Rano Kau se je razvil med 0,78 in 0,46 Ma iz toleitskih do alkalnih bazaltov. Ta vulkan ima jasno določeno kaldero na vrhu. Benmoreitična lava je ekstrudirala okoli roba od 0,35 do 0,34 Ma. Nazadnje, med 0,24 in 0,11 Ma, se je razvila debelina 6,5 km vzdolž SV-JZ in je tvorila monogenetske zračne odprtine in riolitične intruzije. Med njimi so kriptodomski otoki Motu Nui in Motu Iti, otoček Motu Kao Kao, ploščata intruzija Te Kari Kari, perlitske obsidianove Te Manavai kupole in kupole Maunga Orito. 
Poike je nastal iz toleitskega do alkalnega bazalta od 0,78 do 0,41 Ma. Vrh se je zrušil v kaldero, ki jo je kasneje pred 0,36 Ma napolnil Puakatiki lavin stožec  pāhoehoe. Na koncu so se pojavile trahitske lavne kupole Maunga Vai a Heva, Tea Tea Maunga in Maunga Parehe, ki so se pojavljale vzdolž smeri SV-JZ.
Terevaka je nastala okoli 0,77 Ma iz toleitskega do alkalnega bazalta, ko je sledil kolaps vrha v kaldero. Nato na približno 0,3 Ma nastali stožci vzdolž smeri SSV-JJZ na zahodnem obrobju, medtem ko je porfirna benmoreitska lava napolnila kaldero, pahoehoe pa je tekla proti severni obali, kjer je delala lavne cevi proti jugovzhodu. Lavine kupole in kompleks oddušnikov je nastal na območju Maunga Puka, medtem ko so se breče oblikovale vzdolž oddušnikov na zahodnem delu kraterja Rano Aroi. Te vulkanske brežine so sestavljene iz mlajših tokov iz bazaltov, alkalnih bazaltov, havajitov, mugearitov in benmoreitov iz eruptivnih razpok, ki so nastale pred 0,24 Ma. Najmlajši tok lave, Roiho, je datiran na 0.11 Ma. Hanga O Teo nasip se razlaga kot 200 metrov visok plaz skal.
Rano Raraku in Maunga Toa Toa sta izolirana stožca tufa iz okoli 0,21 Ma. Krater Rano Raraku vsebuje sladkovodno jezero. Slojevit tuf je sestavljen iz sideromelana, rahlo spremenjenega v palagonit in nekoliko litiid. Tuf vsebuje litične fragmente starejših lavnih tokov. Severno-zahodni sektor Rano Raraku vsebuje rdečkast vulkanski pepel. Po besedah Bandya »... vse veličastne podobe Velikonočnega otoka so izrezane iz lahkega in poroznega tufa iz Rana Raraku. Rezanje je prenehalo, ko so naleteli na velike, goste in trde litične delce. Vendar pa so ti postali osnova za kamnita kladiva in dleta. Puna Pau krater vsebuje izredno porozen plovec, iz katerega so izrezljali Pukao »klobuke«. Obsidijan Maunga Orito je bil uporabljen za izdelavo »mataa« čel. 
V prvi polovici 20. stoletja je domnevno iz stene kraterja Rano Kau izhajala pena. To je fotografiral vodja otoka g. Edmunds. 

### Rastlinstvo
Na otoku je malo rastlinskih vrst, zaradi česar ga Čile že dolgo oskrbuje s hrano.

## Ekologija
Velikonočni otok, skupaj z najbližjim sosedom, otočkom Isla Sala y Gómez, ki je 415 kilometrov oddaljen proti vzhodu, ekologi priznavajo kot posebno ekoregijo Rapa Nui subtropskih širokolistnih gozdov. Prvotni subtropski vlažni širokolistni gozdovi so sicer izginili, vendar pa paleobotanične študije fosilnega cvetnega prahu, drevesnih plesni, ki so ohranjeni v lavi in najdeni v lokalnih tleh kažejo, da je bil otok prvotno gozdnat z vrsto dreves, grmovnic, praproti in trav. Velika izumrla Velikonočna palma Paschalococos disperta, povezana s čilsko palmo (Jubaea chilensis), je bilo eno od prevladujočih dreves, kar dokazujejo fosilni ostanki. Tako kot čilska sorodnica je verjetno trajalo skoraj 100 let, da je dosegla odraslo višino. Polinezijska podgana (Rattus exulans), ki so jo prinesli prvi naseljenci, je imela zelo pomembno vlogo pri izginotju Velikonočne palme. Čeprav nekateri verjamejo, da so podgane igrale pomembno vlogo pri degradaciji gozda, manj kot 10% palminih orehov kaže znake zob teh podgan. Ostanki palmovih štorov na različnih krajih kažejo, da so ljudje drevesa posekali, saj so bila na velikih površinah učinkovito odrezana.  Članek v New York Times leta 2018 je objavil, da se Velikonočni otok erodira. 
Iztrebljenje palm in njihovo izumrtje se je zgodilo pred skoraj 350 leti. Drevo sofora (Sophora toromiro) je bilo prazgodovinsko prisotno na Velikonočnem otoku, vendar je zdaj v naravi izumrlo. Kraljevi botanični vrt Kew in Botanični vrt Göteborg skupaj vodita znanstveni program za ponovno uvedbo sofore na Velikonočni otok. Po tem, ko je bil otok več kot stoletje namenjen za prehrano tisočih ovc, je bil sredi 1900-ih večinoma pokrit s travami z nga'atu ali ločjem (Schoenoplectus californicus tatora) ob kraterjih jezerih Rano Raraku in Rano Kau. Prisotnost tega trstičja, ki se v Andih imenuje totora, je bila uporabljena za podporo argumentu južnoameriškega izvora graditeljev kipov, vendar pa analiza peloda jezerskih sedimentov kaže, da so ti trsi rasli na otoku že več kot 30.000 let. Pred prihodom ljudi je imel Velikonočni otok velike kolonije morskih ptic, z verjetno več kot 30 vrstami gnezdilk, morda najbogatejše na svetu. [64] Takšnih kolonij na otoku ni več. Fosilni dokazi kažejo pet vrst ptic (dva žerjavovca, dve papigi in čaplja), ki so vse izumrle [65]. Znano je, da pet uvedenih vrst iz kopna tukaj gnezdi (glej Seznam ptic velikonočnega otoka ).
Pomanjkanje študij in posledično slabo razumevanje oceanske favne na Velikonočnem otoku in bližnjih vodah, upošteva možnosti neodkritih mest vzreje kitov grbavcev, sinjih kitov in pritlikavij sinjih kitov (Balaenoptera musculus brevicauda). Potencialno razmnoževalno območje brazdastega kita je bilo odkrito severovzhodno od otoka.
- Vegetacija na otoku
- Satelitska slika, 2001. Polotok Poike na desni.
- Digitalna ponazoritev starodavne pokrajine s tropskimi gozdovi in palmami
- Notranjost otoka
- Rano Kau in Tihi ocean

## Gospodarstvo
Glavni vir zaslužka je turizem.

## Kultura

### Mitologija
Najpomembnejši miti so: 
- Tangata manu, kult »človek ptica«, ki se je izvajal do leta 1860.
- Makemake, pomemben bog.
- Aku-aku, varuhi svetih družinskih jam.
- Moai-kava-kava duh Hanau epe (dolga ušesa)
- Hekai ite umu pare haonga takapu Hanau epe kai noruego, sveto skandiranje, da se aku-aku umiri, preden vstopite v družinsko jamo

### Kamnite skulpture
Ljudje Rapa Nui so imeli kulturo kamnitega obdobja in so veliko uporabljali lokalni kamen:
- bazalt, trden, gost kamen, ki se uporablja za toki in vsaj enega od moaijev.
- obsidian, vulkansko steklo z ostrimi robovi, ki se uporablja za ostre robove, kot je Mataa in za črne zenice oči moaijev.
- rdeča žlindrasta lava iz Puna Pau, zelo svetlo rdeč kamen, ki se uporablja za pukao in nekaj moaijev.
- tuf iz Rano Raraku, veliko lažje obdelave kot bazalt, ki je bil uporabljen za večino moaijev

#### Kipi
Veliki kamniti kipi ali moai, po katerih je Velikonočni otok znan, so nastali v obdobju med letoma 1100-1680 (popravljeni datumi radiokarbonskega datiranja).  Na otoku in v muzejskih zbirkah je bilo popisanih skupno 887 monolitnih kamnitih kipov.  Kljub temu, da so pogosto označeni kot »glave Velikonočnega otoka«, imajo kipi torzo, večina se konča na vrhu stegen, čeprav jih je nekaj popolnih figur, ki klečijo na upognjenih kolenih z rokami nad želodcem. Nekateri pokončni moai so ostali zakopani do vratu pri premikanjem tal.
Skoraj vsi (95 %) so bili izklesani iz stisnjenega, lahko obdelanega strjenega vulkanskega pepela ali tufa, najdenega na enem mestu na strani ugaslega vulkana Rana Raraku. Domačini, ki so jih izklesali, so uporabljali samo kamnita ročna dleta, predvsem toki iz bazalta, ki ležijo po vsem kamnolomu. Kamnita dleta so bile izostrena z okruški novega roba, ko je prišlo do toposti. Medtem ko so kiparili, so vulkanski kamen pršili z vodo, da bi ga omehčali. Medtem ko so mnoge ekipe hkrati delale na različnih kipih, je en sam moai naredila ekipa pet ali šest moških približno v enem letu. Vsak kip je predstavljal glavo pokojnega vodje rodu.
Samo četrtina kipov je bila postavljena. Skoraj polovica je ostala v kamnolomu v Ranu Raraku, preostali so bili drugje, verjetno na poti do predvidenih lokacij. Največji moai, ki je postavljen na ploščadi, je znan kot »Paro«. Tehta 82 ton in je visok 9,89 m.  Več drugih kipov podobne teže je bilo prepeljanih v Ahu na severni in južni obali.
Možni načini premikanja kipov so miro manga erua, sani v obliki črke Y s križnimi deli, ki so jih vlekli z vrvmi iz lubja drevesa hau (Hibiscus tiliaceus) [85] in privezanimi okoli vratu kipa. Od 180 do 250 moških je bilo potrebno za vlečenje, odvisno od velikosti moaija. V sodobnem času je bilo ponovno postavljenih okoli 50 kipov. Eden prvih je bil na Ahu Ature Huke na plaži Anakena leta 1956. [86] Enega so poskusno postavili s tradicionalnimi metodami med Heyerdahlovo ekspedicijo.
Druga metoda, ki bi se lahko uporabila, bi bila, da bi pritrdili vrvi na kip in skalo, in ga potegnili naprej, ko se je ta pogreznila. To bi ustrezalo legendi o hodečem Mo'ai do njihovih končnih lokacij.  Tak postopek bi morda upravljalo kar 15 ljudi, kar podpirajo naslednji dokazi:
- Glave moaijev v kamnolomu so nagnjene naprej, medtem ko tiste, ki so premaknjene na končne lokacije, niso. To bi zagotovilo boljše težišče pri prestavljanju.

- Kipi, najdeni ob prometnih cestah, imajo širše baze kot kipi, nameščeni na ahu; to bi olajšalo bolj stabilen prevoz. Študije so pokazale zlome ob bazah kipa pri premikanju. Ti so lahko nastali, ko so kip dvigali in ga potiskali naprej, pri tem pa je pritiskal na robove. Kipi, ki so bili nameščeni na ahu, nimajo širokih podstavkov in kamniti okruški na mestih kažejo, da so jih pri umestitvi še obdelali.

- Zapuščeni in padli kipi v bližini starih cest so najdeni (pogosteje, kot bi pričakovali) obrnjeni z obrazom navzdol po brežini in s hrbti, ko so obrnjeni navzgor. Nekateri so dokumentirani, ki stojijo pokonci vzdolž starih cest, npr. zapis iz potovanja kapitana Cooka, ki je ležal v senci stoječega kipa. To bi bilo v skladu s pokončnim transportom.

Poteka tudi razprava v zvezi z vplivom oblikovanja moaijev na okolje. Nekateri verjamejo, da je proces oblikovanja povzročil obsežno krčenje gozdov in na koncu civilno vojno zaradi omejenih virov.
Leta 2011 je bil iz zemlje izkopan velik kip moai. Med izkopom je bilo ugotovljeno, da imajo nekateri večji moai na trupu zapletene petroglife.
- Moai
- Tukuturi, nenavaden bradat klečeči moai
- Vseh petnajst stoječih moaijev na Ahu Tongariki, izkopanih in obnovljenih v 1990-ih
- Ahu Akivi, eden od redkih notranjih ahu, z edinim moaijem, ki gleda na ocean

#### Kamnite ploščadi
Ahu so kamnite ploščadi. Razlikujejo se v postavitvi, mnoge so bile predelane med ali po huri mo'ai ali v času postavljanja kipov; mnoge so postale kostnice; ena je bila odprta z dinamitom in Ahu Tongariki je cunami prestavil v notranjost. Od 313 znanih ahujev jih 125 nosi moai – po navadi le enega, verjetno zaradi kratkega obdobja in prevoznih težav. Ahu Tongariki, en kilometer od Rana Rarakuja, jih je imel največ in najvišje moai, skupaj 15. Drugi znani ahuji z moai so Ahu Akivi, ki jo je leta 1960 obnovil William Mulloy, Nau Nau pri Anakeni in Tahai. Nekateri moai so bili izdelani iz lesa in so bili izgubljeni.
Klasični elementi oblikovanja ahujev so:
- zadrževalna zadnja stena je visoka nekaj čevljev, običajno obrnjena proti morju
- sprednja stena je izdelana iz pravokotnih bazaltov kvadrov, imenovanih paenga
- fascia je iz rdeče žlindre, ki je potekala po sprednji steni (ploščadi, zgrajene po letu 1300)
- nagnjena rampa v celinskem delu platforme, ki se razteza navzven kot krilo
- tlak - enakomeren, iz okroglih prodnikov, imenovanih poro
- poravnava kamnov pred rampo
- tlakovan trg pred ahujem, se je imenoval marae
- notranjost ahuja je bila napolnjena z ruševinami.

Na vrhu mnogih ahujev bi bili:
- Moai na kvadratnih podstavkih, obrnjeni v notranjost, pred njimi je rampa s poro.
- Pukao ali Hau Hiti Rau na glavi Moai (ploščadi, zgrajene po letu 1300).
- ko je potekala slovesnost, so bile na kipe postavljene "oči". Belina v očeh je bila izdelana iz koral, iris iz obsidiana ali rdeče žlindre.

Največji ahu je dolg 220 metrov in ima 15 kipov, od katerih so nekateri visoki 9 metrov. Polnilo je bilo pridobljeno lokalno (razen zlomljenih, starih moai, katerih delce so uporabili za polnilo). Posamezni kamni so večinoma precej manjši, zato prevoz surovin ni bil posebej zahteven, toda umetno izravnavanje terena za trg in polnjenje ahuja je bilo težko.
Ahuje najdemo večinoma na obali, kjer so razporejeni precej enakomerno, razen na zahodnih pobočjih gore Terevaka ter Rano Kau in Poike. To so tri območja z nizko ležečim obalnim zemljiščem in poleg Poikeja najdaljša območja Rano Raraku. En ahu z več moaii je bil zabeležen na pečinah Rano Kau v 1880-ih, vendar je padel na plažo med Routledgevo ekspedicijo. 

#### Kamniti zidovi
Eden od najkakovostnejših primerov kamnitih zidov na Velikonočnem otoku je zadnja stena ahuja na Vinapu. Izdelan brez malte z oblikovanjem trdih bazaltnih kamnin do 7 ton, ki se natančno ujemajo, ima površinsko podobnost z nekaterimi kamnitimi zidovi Inkov v Južni Ameriki.

#### Kamnite hiše
V preteklosti sta znani dve vrsti hiš: hare paenga, hiša z eliptičnim temeljem, izdelana z bazaltnimi ploščami in prekrita s slamnato streho, ki je spominjala na preurejen čoln in hare oka, okrogla kamnita struktura. Povezane kamnite strukture, imenovane Tupa, so zelo podobne astronomskim opazovalnicam in so blizu obale, kjer je mogoče zlahka opazovati gibanje zvezd. Naselja imajo tudi moka moa ('piščančja hiša'), podolgovate kamnite strukture, namenjene perutnini. Hiše v ceremonialni vasi Orongo so edinstvene v tem, da so oblikovane kot hare paenga, vendar so v celoti izdelane iz ravnih bazaltnih plošč, ki jih najdemo v kraterju Rano Kao. Vhodi v vse hiše so zelo nizki, vstop pa zahteva plazenje.
V zgodnjih obdobjih so ljudje iz Rapa Nui mrtve odpeljali na morje v majhnih pogrebnih kanujih, podobno kot njihovi polinezijski sodobniki na drugih otokih. Pozneje so začeli ljudi pokopavati v skrivnih jamah, da bi kosti rešili pred skrunjenjem. Med nemiri ob koncu 18. stoletja so otočani začeli pokopavati mrtve v prostoru med trebuhom padlega moaija in sprednjo steno zgradbe. V času epidemij so naredili masovne grobove, ki so bili polpiramidne kamnite strukture.

#### Petroglifi
Petroglifi izklesani v skale so na Velikonočnem otoku med najbogatejšimi v vsej Polineziji. Katalogiziranih je približno 1000 območij z več kot 4000 sličicami. Modeli in slike so bili v kamen izrezani iz različnih razlogov: kot totemi, označba ozemlja ali spomin na osebo ali dogodek. Obstajajo razlike med otoki v pogostnosti tematike, s koncentracijo človeka ptice v Orongu. Drugi predmeti so morske želve, komari (vulva) in makemake, glavni bog Tangata manu ali kult človek Ptica. 
- Petroglifi
- Makemake z dvema Tangata Manu (človek ptica), vrezan v rdeči žlindri
- Petroglif riba najden blizu Ahu Tongariki

#### Jame
Otok in sosednji Motu Nui sta prepletena z jamami, od katerih jih veliko kaže znake pretekle uporabe človeka za sajenje in kot utrdbe, vključno z zoženimi vhodi in prostori za zasedo. Številne jame se pojavljajo v mitih in legendah Rapa Nui.

### Rongorongo
Velikonočni otok je nekoč imel pisavo imenovano rongorongo. Glifi so piktografske in geometrične oblike, besedila so bila vrezana v les v reverzni Bustrofedon pisavi. Prvič je o tem poročal francoski misijonar Eugène Eyraud leta 1864. V tem času je več otočanov izjavilo, da lahko razumejo pisanje, vendar so bile samo vladajoče družine in duhovniki običajno pismeni in nobeden ni preživel napadov in kasneje epidemij. Kljub številnim poskusom oživitve besedil ni bilo nobeno dešifrirano in ni jasno ali dejansko kaj piše. Del problema je majhna količina, ki je ohranjena: le dve desetini besedil, od katerih nobena ni ostala na otoku. Obstajajo pa tudi nekaj podobnosti s petroglifi na otoku. 

### Lesene rezbarije
|                |                      |
| Skeleten kipec | Atipično debel kipec |

Na Velikonočnem otoku je bilo v 18. in 19. stoletju malo ostankov lesa, vendar so številne zelo podrobne in razločne rezbarije našle pot do svetovne muzeje. Posebne oblike so: [97
- Reimiro, vijoličast ali prsni okrasek v obliki polmeseca z glavo na enem ali obeh konicah. [98] Enako oblikovanje se pojavi na zastavi Rapa Nui. Dva Rei Miru v britanskem muzeju sta napisana z rongorongo.
- Moko Miro, moški s kuščarjevo glavo. Moko Miro je bil uporabljen kot palica zaradi nog, ki so oblikovale ročaj. Če ni bil za v roko, so ga plesalci med prazniki nosili okoli vratu. Moko Miro bi bil postavljen tudi na vrata za zaščito gospodinjstva pred škodo. Visel naj bi iz strehe ali nastavljen v tleh. Izvirna oblika je imela oči iz belih lupin, zenice pa iz obsidiana. [99]
- Moai kavakava so moški in Moai Paepae so ženske figure. Te groteskne in zelo podrobne človeške figure, izrezane iz bora Toromiro, predstavljajo prednike. Včasih so bili ti kipi uporabljeni za obrede rodnosti. Po navadi so se uporabljali za praznovanje žetve. Ko kipov niso uporabljali, so jih zavili v lubje in shranili doma. Poročali so, da so otočani vzeli figure kot lutke in z njimi plesali. Zgodnejše figure so redke in na splošno prikazujejo moške s shujšanim telesom in kozjo bradico. Rebra figur in vretenca so izpostavljena in številni primeri kažejo izrezljane glife na različnih delih telesa, natančneje na vrhu glave. Ženske figure, redkejše kot moške, prikazujejo ravno telo in pogosto z roko, ki leži čez telo. Figure, čeprav so bile nekatere precej velike, so nosile okrasne predmete okoli vratu. Čim bolj so figure obrabljene, toliko bolj je bil pomemben človek. Imajo sijočo patino, ki je nastala zaradi stalne uporabe in stika s človeško kožo.
- Ao, veliko plesno veslo.

### Kultura 21. stoletja
Rapanuici v začetka februarja praznujejo letni festival Tapati že od leta 1975. Otočani ohranjajo tudi nogometno reprezentanco in tri diskoteke v mestu Hanga Roa. Druge kulturne dejavnosti so tradicionalna glasba, ki združuje južnoameriške in polinezijske vplive in rezbarstvo.
- Real life in Rapa Nui
- Polinezijski ples s pernatimi kostumi za turiste.
- Mestna hiša, Hanga Roa
- Ribiški čolni
- Fasada katoliške cerkve, Hanga Roa

## Demografija
Po popisu leta 2012 je bilo na otoku 5761prebivalcev . Leta 2002 je bilo 60% oseb domorodnega izvora Rapa Nui, 39% celinskih Čilencev (ali tu rojenih potomcev) evropskega ali mestizo (mešanega evropskega in avtohtonega čilsko-ameriškega porekla), preostalih 1% pa so bili domorodni celinski čilski Amerindinci (ali njihovi potomci rojeni na otoku). Gostota prebivalstva na Velikonočnem otoku v letu 2012 je le 35 prebivalcev na kvadratni kilometer.
Leta 1982 je bilo 1936 prebivalcev. Povečanje števila prebivalcev v zadnjem popisu je bilo delno posledica prihoda ljudi iz evropskega ali mešanega evropskega in indijanskega porekla iz čilske celine. Vendar pa se je večina poročila z domačinom. Okoli 70 % prebivalstva je bilo domačinov. Najnižje število 111 prebivalcev Velikonočnega otoka je bilo prijavljenih leta 1877. Od teh 111 Rapanui je imelo samo 36 potomcev, toda vsi današnji ljudje Rapanui izvirajo iz teh 36.

### Jezik
Tradicionalni jezik velikonočnega otoka je Rapa Nui, vzhodnopolinezijski jezik, ki deli nekaj podobnosti s havajskim in tahitijskim. Vendar pa je kot v preostalem delu celinskega Čila uradni jezik, ki se uporablja, španščina.
Domnevajo, da ima 2700 avtohtonih Rapa Nui, ki živijo na otoku, določeno znanje o svojega tradicionalnega jezika vendar pa podatki iz popisov kažejo, da je število tekočih govorcev le okoli 800. [105] Dejansko je Rapa Nui zamira, ker je otok pod jurisdikcijo Čila in je zdaj dom številnim Čilencem iz kontinenta, od katerih večina govori le špansko. Iz tega razloga večina otrok Rapa Nui odrašča s španščino in tisti, ki se naučijo Rapa Nui, začenjajo učenje pozneje v življenju. Rapa Nui je trenutno ogrožen jezik. .

## Drugo branje
- Altman, Ann M. (2004). Early Visitors to Easter Island 1864–1877 (translations of the accounts of Eugène Eyraud, Hippolyte Roussel, Pierre Loti and Alphonse Pinart; with an Introduction by Georgia Lee). Los Osos: Easter Island Foundation.
- Englert, Sebastian F. (1970). Island at the Center of the World. New York: Charles Scribner's Sons.
- Erickson, Jon D.; Gowdy, John M. (2000). "Resource Use, Institutions, and Sustainability: A Tale of Two Pacific Island Cultures". Land Economics. 76 (3): 345–354. doi:10.2307/3147033.
- Kjellgren, Eric (2001). Splendid isolation: art of Easter Island. New York: The Metropolitan Museum of Art. ISBN 9781588390110.
- Lee, Georgia (1992). The Rock Art of Easter Island. Symbols of Power, Prayers to the Gods. Los Angeles: The Institute of Archaeology Publications. ISBN 0-917956-74-5.
- Pendleton, Steve; Maddock, David (2014). Collecting Easter Island – Stamps and Postal History. London: Pacific Islands Study Circle. ISBN 978-1-899833-22-1.
- Shepardson, Britton (2013). Moai: a New Look at Old Faces. Santiago: Rapa Nui Press. ISBN 9569337001.
- Thomson, William J. (1891). "Te Pito te Henua, or Easter Island. Report of the United States National Museum for the Year Ending June 30, 1889". Annual Reports of the Smithsonian Institution for 1889. Washington: Smithsonian Institution: 447–552.in Google Books
- van Tilburg, Jo Anne (1994). Easter Island: Archaeology, Ecology and Culture. Washington, D.C.: Smithsonian Institution Press. ISBN 0-7141-2504-0.
- Vergano, Dan. "Were rats behind Easter Island mystery?" USA Today (15 November 2009)